# Năng lượng hợp hạch
Năng lượng hợp hạch (năng lượng nhiệt hạch) là năng lượng sinh ra trong phản ứng tổng hợp hạt nhân. Trong loại phản ứng này, hai hạt nhân nguyên tử nhẹ hợp nhất thành một hạt nặng và giải phóng năng lượng lớn. Cụm từ năng lượng nhiệt hạch được dùng nhiều để chỉ nguồn năng lượng điện phát ra từ một nhà máy điện nhiệt hạch, tương tự như "năng lượng hơi nước". Hầu hết các nghiên cứu thiết kế nhà máy điện nhiệt hạch tập trung vào việc sử dụng nhiệt lượng tỏa ra từ phản ứng để quay một Tua bin hơi nước của máy phát điện. Quy trình này cũng tương tự như trong các nhà máy điện sử dụng nguồn nhiệt là dầu, than đá, khí đốt hay năng lượng phân hạch trong các nhà máy điện hạt nhân.

## Lý thuyết cơ bản
Phản ứng hợp hạch xảy ra khi hai hoặc nhiều hạt nhân nguyên tử đến đủ gần để lực hạt nhân kéo chúng lại với nhau vượt quá lực tĩnh điện đẩy chúng ra xa nhau, hợp nhất chúng thành hạt nhân nặng hơn. Đối với hạt nhân nặng hơn sắt-56, phản ứng là nội nhiệt, cần phải có năng lượng đầu vào.  Các hạt nhân nặng lớn hơn sắt có nhiều proton hơn nữa dẫn đến lực đẩy mạnh hơn. Đối với hạt nhân nhẹ hơn sắt-56, phản ứng là nhiệt, giải phóng năng lượng khi chúng hợp nhất. Vì hydro có một proton duy nhất trong hạt nhân của nó, nó đòi hỏi ít nỗ lực nhất để đạt được sự hợp hạch, và đồng thời tạo ra nhiều năng lượng nhất. Cũng vì nó có một electron, hydro là nhiên liệu dễ ion hóa nhất.
Lực đẩy mạnh này chỉ hoạt động ở khoảng cách ngắn (tối đa là một ft, đường kính của một proton hay neutron), trong khi lực đẩy nhau tĩnh điện giữa các hạt nhân hoạt động ở khoảng cách xa hơn. Để thực hiện hợp hạch, các nguyên tử nhiên liệu cần được cung cấp đủ động năng để tiếp cận nhau đủ gần để lực mạnh vượt qua lực đẩy tĩnh điện. Lượng động năng cần thiết để đưa các nguyên tử nhiên liệu đủ gần được gọi là "rào cản Coulomb". Các cách cung cấp năng lượng này bao gồm tăng tốc độ các nguyên tử trong máy gia tốc hạt, hoặc làm nóng chúng ở nhiệt độ cao.
Deuterium và tritium, những đồng vị nặng của hạt nhân hydro, là những nhiên liệu tốt nhất cho phản ứng tổng hợp hạt nhân. Do tỷ lệ neutron so với proton tương đối cao, rào cản tiềm năng của chúng cũng nhỏ. Neutron trung hòa điện giữ chặt các hạt nhân trong hạt nhân thông qua lực hạt nhân. Triton có tỷ lệ neutron-proton cao nhất so với bất kỳ hạt nhân ổn định nào (2 neutron, 1 proton). Thêm proton hoặc trừ neutron sẽ làm tăng năng lượng cần thiết để vượt qua rào cản.
Một khi một nguyên tử được nung nóng trên năng lượng ion hóa của nó, các electron của nó sẽ bị tước đi. Hạt nhân nguyên chất được gọi là ion. Sự ion hóa này tạo ra một đám mây ion nóng và các electron tự do trước đây gắn liền với chúng, gọi là plasma. Bởi vì các điện tích được tách ra, plasma có tính dẫn điện và có thể điều khiển từ tính. Nhiều thiết bị hợp hạch tận dụng điều này để giới hạn các hạt khi chúng được nung nóng.

## Phương pháp
- Bình từ:
  - Tokamak: (hay còn gọi là máy nam châm hình xuyến) là phương pháp thành công nhất đến hiện tại. Phương pháp này vận hành plasma nóng xung quanh trong một từ trường giới hạn với dòng điện bên trong.
  - Tokamak dạng cầu (spheromak): một dạng khác của tokamak với hình dạng cầu xuyến.
  - Dynomak là một spheromak được hình thành và duy trì bằng cách bơm biến thiên từ trường liên tục.
  - Máy sao (Stellarator): Gồm vòng xoắn tạo thành từ plasma nóng. Máy sao cố gắng tạo ra một đường plasma xoắn tự nhiên, sử dụng nam châm bên ngoài. Máy sao được Lyman Spitzer phát minh vào năm 1950. Tên máy dựa trên sự mô phỏng phản ứng tổng hợp hạt nhân liên tục bên trong các ngôi sao.
  - Gương từ: Gương từ tính phản xạ plasma qua lại thành một hàng. Các biến thể bao gồm gương từ loại chiếu hậu, bình từ và cầu đôi. Một loạt các máy gương được chính phủ Hoa Kỳ chế tạo trong những năm 1970 và 1980, chủ yếu ở  Phòng thí nghiệm Laser Energetics (LLE). Tuy nhiên, trong những năm 1970 người ta ước tính ra chúng không có khả năng sẽ hữu ích về mặt thương mại.
  - Kẹp trường ngược: Ở đây plasma di chuyển bên trong một vòng tròn. Nó có từ trường bên trong. Ra khỏi trung tâm của vòng này, từ trường đảo chiều.
- Bình quán tính:
  - Điều khiển gián tiếp: Laser làm nóng một cấu trúc được gọi là Hohraum. Cấu trúc này trở nên quá nóng và bắt đầu phát ra tia X-quang. Những tia X này làm nóng một viên nhiên liệu, khiến nó sụm vào bên trong để nén nhiên liệu. Hệ thống lớn nhất sử dụng phương pháp này là Cơ sở đánh lửa quốc gia của Mỹ, theo sau là Laser Megajoule của Pháp.
  - Điều khiển trực tiếp: Laser trực tiếp làm nóng viên nhiên liệu. Các thí nghiệm trực tiếp đáng chú ý đã được tiến hành tại Phòng thí nghiệm Laser Energetics (LLE) và các cơ sở của GEKKO XII. Một vụ nổ tốt tốt đòi hỏi những viên nhiên liệu có hình dạng gần như hoàn hảo để tạo ra một sóng xung kích có cấu trúc bên trong đối xứng, sóng này tạo ra plasma mật độ cao.
  - Đánh lửa nhanh: Phương pháp này sử dụng hai vụ nổ laser. Vụ nổ đầu tiên nén nhiên liệu hợp hạch, trong khi vụ nổ thứ hai đốt cháy nó. Kể từ năm 2019, công nghệ này đã dần bị thay thế trong ngành sản xuất năng lượng.
  - Phản ứng tổng hợp từ tính hoặc phản ứng tổng hợp từ tính quán tính Liner: Kết hợp một xung laser với kẹp từ. Cộng đồng kẹp từ gọi nó là hợp hạch quán tính Liner từ tính trong khi hội đồng ICF gọi nó là hợp hạch từ tính.
  - Chùm ion: Các chùm ion thay thế các chùm tia laser để làm nóng nhiên liệu. Điểm khác biệt chính là chùm ion có động lượng do khối lượng, trong khi tia laser thì không. Tính đến năm 2019, hầu như không có khả năng chùm ion có thể được tập trung đủ xét cả về không gian lẫn thời gian.
  - Máy Z: Truyền một dòng điện qua các dây tungsten mỏng, làm nóng đủ để tạo ra tia X. Giống như phuơng pháp điều khiển gián tiếp, những tia X này sau đó nén một khoang nhiên liệu.